# Pyrgulopsis giuliani
Pyrgulopsis giuliani (tên tiếng Anh: south Sierra Nevada springsnail)là một loài động vật chân bụng trong họ Hydrobiidae. Nó là loài đặc hữu của Hoa Kỳ. Nó bị đe dọa do mất nơi sống.